# Zorgho
Zorgho este un oraș situat în partea central-estică a statului Burkina Faso, în provincia Ganzourgou. Este reședința provinciei și a departamentului omonim. La recensământul din 2006 înregistra o populație de 20.462 locuitori.